# Klaas Kroonenburg
Cornelis Klaas Kroonenburg (Sint Pancras, 24 februari 1918 – 30 september 2012) was een Nederlands burgemeester.
Na de mulo ging hij op 17-jarige leeftijd als volontair werken bij de gemeentesecretarie van Sint Pancras waar zijn vader, Jacob Kroonenburg, sinds 1911 de burgemeester was. Rond 1938 kreeg Klaas Kroonenburg een aanstelling als ambtenaar bij die gemeente en na de Tweede Wereldoorlog ging hij werken bij de gemeente Heiloo waar hij in de rang van commies werkzaam was bij de afdeling financiën. Op 1 januari 1947 ging zijn vader met pensioen maar bleef nog wel als waarnemend burgemeester aan tot er een opvolger was benoemd. Op advies van de burgemeester van Heiloo solliciteerde Klaas Kroonenburg op de vacature van burgemeester van Sint Pancras en op 1 mei 1947 volgde hij zijn vader op. In mei 1980 ging hij vervroegd met pensioen waarna Sint Pancras met Hans Bulte voor het eerst in 69 jaar een burgemeester kreeg die geen Kroonenburg heet. Kroonenburg overleed in 2012 op 94-jarige leeftijd.